# ایستگاه متروی شهید صدر

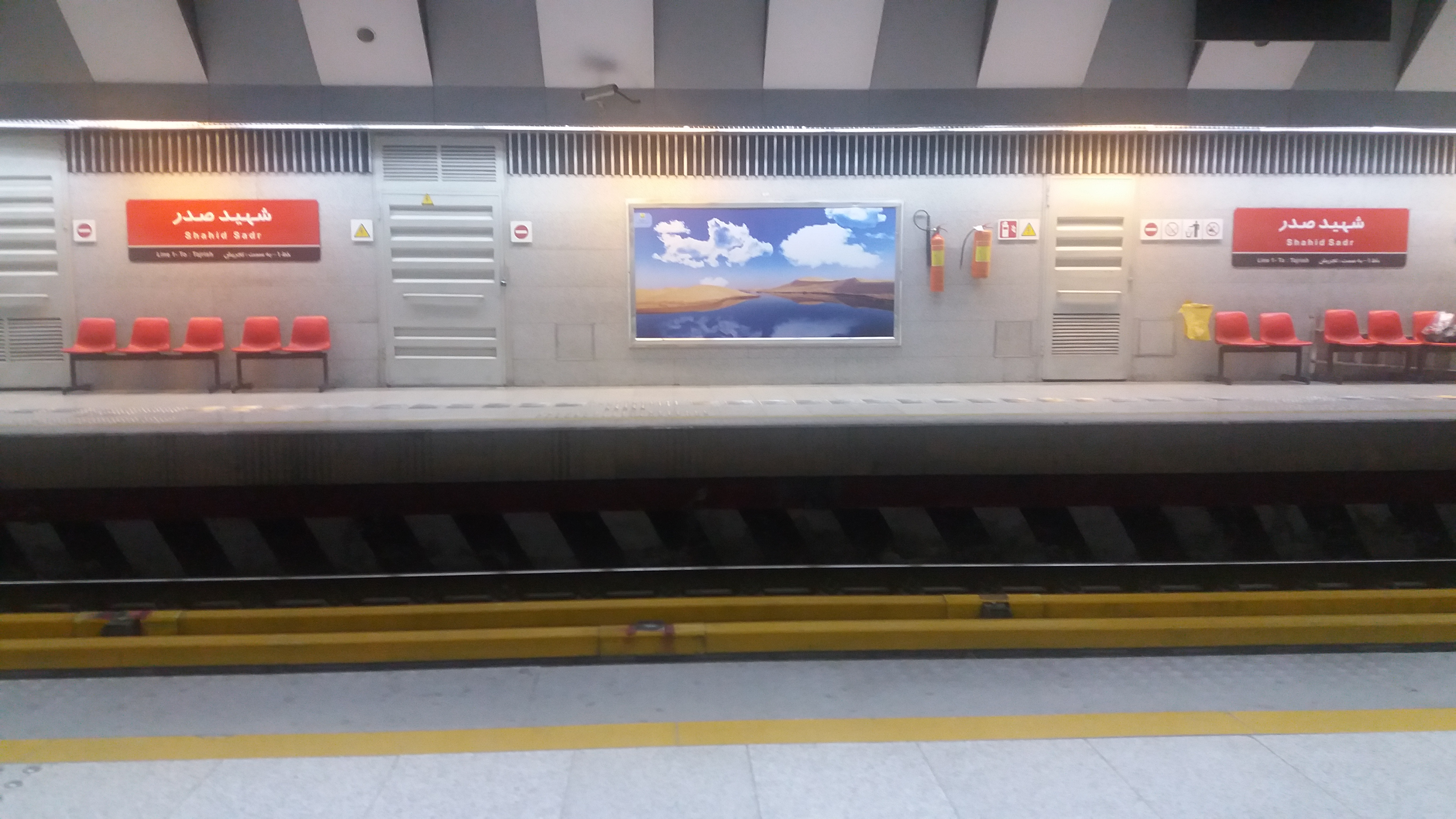
داخل ایستگاه متروی شهید صدر

ایستگاه متروی شهید صدر سومین ایستگاه (شمال به جنوب) از ایستگاه‌های خط ۱ متروی تهران است. این ایستگاه مترو در تقاطع خیابان دکتر شریعتی و بزرگراه صدر قرار دارد.

## مشخصات[۳]
این ایستگاه با مساحت سرپوشیده‌ای بالغ بر ۱۲ هزار و ۲۰۰ متر مربع و عمق ۱۷ متر، در خیابان شریعتی، بعد از پل صدر واقع شده و یکی از ایستگاه‌های پرتردد خط یک مترو تهران به شمار می‌رود.
ایستگاه شهید صدر مجهز به ۶ دستگاه پله‌برقی، ۴ گیت ورودی و ۴ خروجی است و روزانه بین ۷ تا ۹ هزار مسافر از آن استفاده می‌کنند. همچنین این ایستگاه دارای ۳ ورودی مستقل است و در مجاورت آن یک پارکینگ عمومی برای رفاه حال شهروندان احداث شده است.
از جمله مراکز مهم اطراف ایستگاه می‌توان به بیمارستان اختر و مؤسسه خیریه توانبخشی معلولین ذهنی تهران اشاره کرد که وجود ایستگاه شهید صدر، دسترسی آسان به این مراکز را برای شهروندان فراهم کرده است.

## خطوط اتوبوسرانی
از خطوط اتوبوسرانی منتهی و عبوری از مجاور این ایستگاه خطوط ذیل می‌باشد: 
- خط ۲۲۵ میدان قدس به پایانه شهید دستواره (معصومی) در مسیر خیابان شریعتی ، متروی شهید صدر ، پل صدر ، باغ قلهک ، خیابان شهید کلاهدوز (دولت) ، میدان اختیاریه ، خیابان پاسداران و میدان نوبنیاد
- خط ۳۰۳ میدان قدس به پیچ شمیران در مسیر خیابان شریعتی، متروی شهید صدر، پل صدر، خیابان شریعتی، پل سیدخندان، سهروردی، خیابان مطهری و ملک و خیابان شریعتی تا پیچ شمیران
- خط ۳۸۷ میدان قدس به میدان رسالت در مسیر خیابان شریعتی، متروی شهید صدر، پل صدر، بزرگراه صدر ، بزرگراه امام علی، لویزان، شمس‌آباد، بزرگراه‌های امام علی و رسالت[۴]

## همسایگی
این ایستگاه در همسایگی خیابان‌های الهیه، کوروش و بزرگراه صدر و محله فرشته و شمال باغ قلهک قرار دارد.

## تخریب باغ و احداث ایستگاه
زمینی که ایستگاه مترو صدر در بخش شرقی آن احداث شده، توسط یک فرد خیرخواه به نام دکتر صادق عظیمی در سال ۷۳ به شهرداری تهران برای امور عام‌المنفعه فرهنگی واگذار شده‌است. نحوه واگذاری این زمین به شهرداری به این صورت بوده که در آن سال، مرحوم عظیمی که در اروپا ساکن بوده به شهردار وقت تهران، غلامحسین کرباسچی اعلام می‌کند حاضر است این زمین را که به نام بوستان اندیشه شناخته می‌شد و ساختمان درون آن را به شهرداری تهران اهدا کند. در این که این باغ برای کاربری امور عام‌المنفعه فرهنگی به شهرداری واگذار شده، شکی وجود ندارد. این در حالی است که برخلاف وقف صادق عظیمی در دوره تصدی گری محمدباقر قالیباف به عنوان شهردار، بخش شرقی به ایستگاه مترو و بقیه باغ پس نابود کردن درختان به برج در حال ساخت (چشم تهران) تبدیل شده‌است.